# Басов Михайло Васильович
Михайло Васильович Басов (1902, село Ілліна Гора Дем'янського повіту Новгородської губернії, тепер Дем'янського району Новгородської області, Російська Федерація — розстріляний 28 жовтня 1950, Лефортовська тюрма, Москва) — радянський державний діяч, заступник голови Ради міністрів Російської РФСР, голова Державної планової комісії РМ РРФСР. Депутат Верховної ради РРФСР 2-го скликання.

## Життєпис
Народився в бідній селянській родині. Батько загинув під час російсько-японської війни 1905 року. Михайло Басов навчався в сільській школі, наймитував у заможних селян.
Потім закінчив Інститут народної освіти в місті Новгороді та повернувся до рідного села Ілліна Гора, де працював вчителем.
Служив у Червоній армії. Член ВКП(б) з 1928 року.
Після демобілізації працював у Комісії із покращення життя дітей у Ленінграді.
У 1934 році закінчив Ленінградський інженерно-економічний інститут.
З 1934 року — інженер, начальник відділу Ленінградського заводу «Більшовик».
Перебував на відповідальній партійній роботі: інструктор Володарського районного комітету ВКП(б) міста Ленінграда; інструктор, заступник завідувача відділу кадрів Ленінградського міського комітету ВКП(б).
З квітня 1940 по 1941 рік — секретар Красногвардійського районного комітету ВКП(б) міста Ленінграда.
У 1941—1943 роках — секретар Ленінградського міського комітету ВКП(б) із оборонної промисловості.
У 1943—1946 роках — заступник секретаря Ленінградського міського комітету ВКП(б) із оборонної промисловості — завідувач відділу оборонної промисловості Ленінградського міського комітету ВКП(б).
У березні 1946 — 1948 року — 1-й заступник голови виконавчого комітету Ленінградської міської ради депутатів трудящих.
24 травня 1948 — 18 вересня 1949 року — заступник голови Ради міністрів Російської РФСР — голова Державної планової комісії РМ РРФСР.
12 жовтня 1949 року заарештований в рамках т. зв. «Ленінградської справи». 28 жовтня 1950 року Військовою колегією Верховного суду СРСР за участь у «контрреволюційній антипартійній групі ворогів народу в Ленінграді» засуджений до смертної кари. Розстріляний того ж дня у Лефортовській в'язниці Москви, похований на Донському кладовищі Москви.
Посмертно реабілітований в травні 1954 року ухвалою Військової колегії Верховного суду СРСР.

## Нагороди і відзнаки
- орден Леніна
- орден Вітчизняної війни І ст.
- орден Трудового Червоного Прапора
- орден Червоної Зірки (21.03.1940)
- медаль «За оборону Ленінграда»
- медаль «За доблесну працю у Великій Вітчизняній війні 1941—1945 рр.» (1945)
- медалі